# Anthopleura varioarmata
Anthopleura varioarmata är en havsanemonart som beskrevs av Watzl 1922. Anthopleura varioarmata ingår i släktet Anthopleura och familjen Actiniidae. Inga underarter finns listade i Catalogue of Life.